# William Hay, Baron Hay of Ballyore

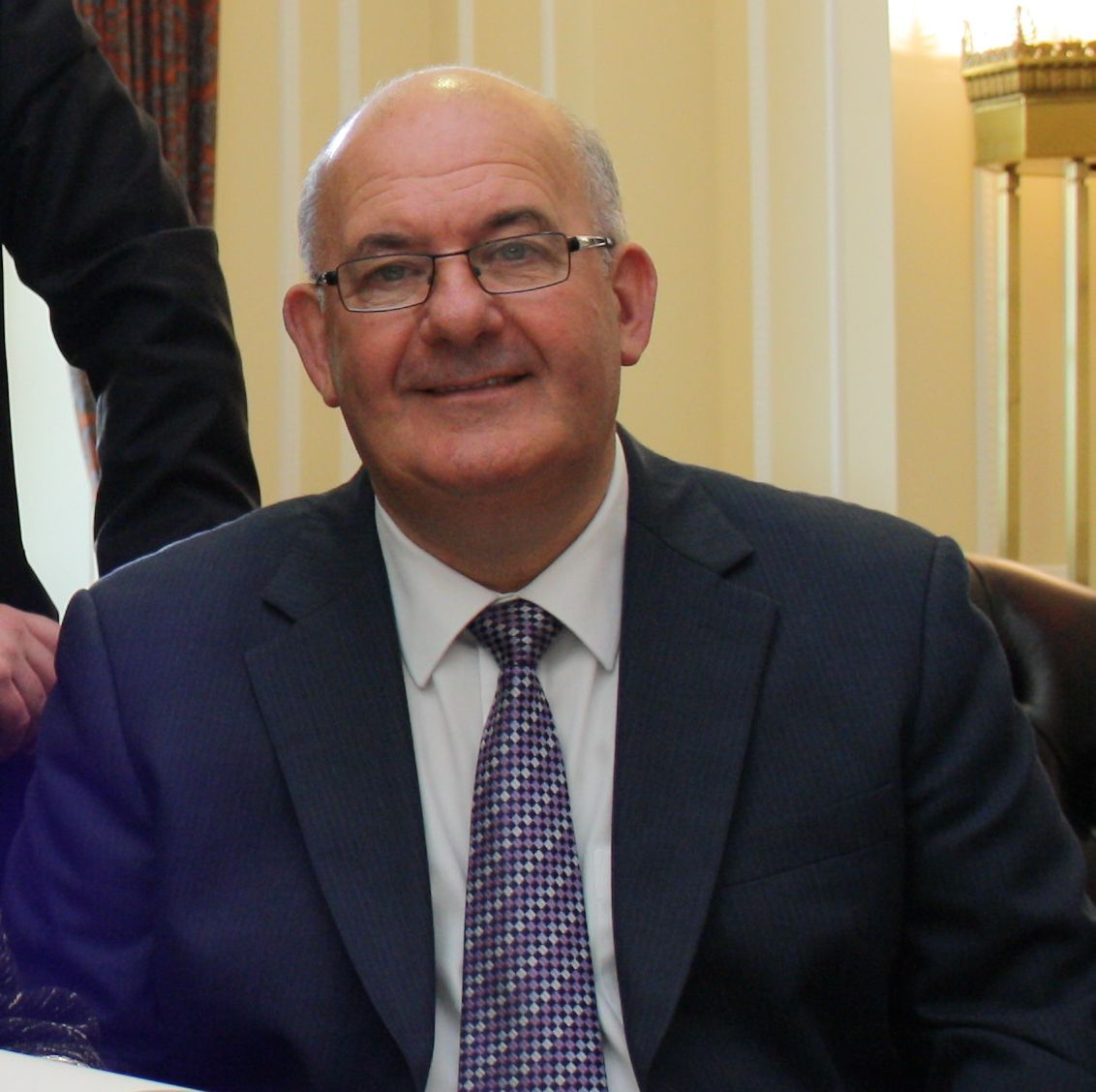
William Hay, 2012

William Hay, Baron Hay of Ballyore (* 16. April 1950 im County Donegal) ist ein nordirischer Politiker. Als Life Peer ist er Mitglied des House of Lords.

## Leben
William Hay besuchte die Faughan Valley High School in Drumahoe im County Londonderry. 1981 wurde er für die Democratic Unionist Party (DUP) in den Londonderry City Council gewählt. 1991–1992 amtierte er als stellvertretender Bürgermeister und 1992–1993 als Bürgermeister von Derry. 1998 erfolgte seine Wahl ins nordirische Parlament. Im gleichen Jahr wurde er Mitglied des nordirischen Wohnungsrats und der Londonderry Port and Harbour Commission sowie 2001 Mitglied des Northern Ireland Policing Board, eines Kontrollgremiums der nordirischen Polizei. Am 8. Mai 2007 wurde er zum Sprecher des nordirischen Parlaments (Speaker of the Northern Ireland Assembly) gewählt. Am 6. Oktober 2014 erklärte er aus gesundheitlichen Gründen seinen Rücktritt von seinem Amt als Sprecher und als Mitglied des Parlaments zum 13. Oktober 2014.
Bereits im August 2014 wurde William Hay als Life Peer für das House of Lords nominiert. Seine Aufnahme in das Oberhaus verzögerte sich danach aber noch um einige Monate, bis er schließlich am 16. Dezember 2014 zum Baron Hay of Ballyore, of Ballyore in the City of Londonderry, erhoben und in das House of Lords aufgenommen wurde. Im Oberhaus schloss er sich der unabhängigen Fraktion der Crossbencher an.
Der mit Doris McMorris verheiratete Hay ist auch ein prominentes Mitglied des Oranier-Ordens und der Apprentice Boys of Derry, einer protestantischen Bruderschaft.
Er ist irischer Staatsbürger und besitzt einen irischen Reisepass, um nicht eine Einbürgerungsgebühr von 860 Pfund für einen britischen Pass zahlen zu müssen, die von allen nach 1946 in der irischen Republik geborenen Personen verlangt wird.